# Agrostis panicoides
Agrostis panicoides é uma espécie de gramínea do gênero Agrostis, pertencente à família Poaceae.